# Tricyclea patersoni
Tricyclea patersoni är en tvåvingeart som beskrevs av Zumpt 1956. Tricyclea patersoni ingår i släktet Tricyclea och familjen spyflugor. Inga underarter finns listade i Catalogue of Life.